# چکسلواکی ۱۹۶۸
چکسلواکی ۱۹۶۸ (به انگلیسی: Czechoslovakia 1968) فیلمی ۲۲ دقیقه‌ای به کارگردانی دنیس سندرز و رابرت ام. فرسکو محصول کشور ایالات متحده آمریکا است.